# Bianca Casady
Bianca Casady (ur. 1982) – członkini duetu CocoRosie, który tworzy razem ze swoją starszą siostrą Sierrą Casady.

## Życiorys
Jej rodzice rozwiedli się, kiedy miała 3 lata. Kiedy ojciec zapisał Sierrę do szkoły z internatem straciła kontakt z siostrą na niemal 10 lat. W tym czasie studiowała lingwistykę i socjologię. W 2003 roku kiedy mieszkała na Brooklynie, postanowiła zmienić swoje życie i zjawiła się u siostry w jej paryskim mieszkaniu i właśnie wtedy powstał zespół CocoRosie oraz ich pierwsza płyta pt. La Maison de Mon Rêve. Po wydaniu płyty siostry stały się nierozłączne i wydały dotychczas razem siedem albumów. Siostry mieszkają teraz razem w Brooklynie i pracują nad wydaniem nowego albumu.

## Dyskografia
- La Maison de Mon Rêve (Touch and Go/Quarterstick Records 2004)
- Beautiful Boyz EP (Touch and Go/Quarterstick Records 2004)
- Noah’s Ark (Touch and Go/Quarterstick Records 2005)
- The adventures of ghosthorse and stillborn (Touch and go Records 2007)
- God Has A Voice, She Speaks Through Me (Touch & Go Records 13 maja 2008)
- Coconuts, Plenty of Junk Food - Tour Only EP (CocoRosie 3 czerwca 2009)
- Grey Oceans (Sub Pop Records 2010)
- Tales of a Grasswidow (Universal 2013)